# Pterolophia parassamensis
Pterolophia parassamensis är en skalbaggsart som beskrevs av Stefan von Breuning 1968. Pterolophia parassamensis ingår i släktet Pterolophia och familjen långhorningar.
Artens utbredningsområde är Laos. Inga underarter finns listade i Catalogue of Life.